# Kate Cary
Pour les articles homonymes, voir Cary.
Œuvres principales
- La Guerre des clans
- Survivants
- La Quête des ours

Kate Cary, née le 4 novembre 1967 à Birmingham en Angleterre, est une écrivaine britannique, principale autrice de La Guerre des clans, série de romans commencée en 2003 et retraçant les aventures de chats sauvages vivants dans une forêt, monde créé par Victoria Holmes,. Elle choisit d'écrire sous le pseudonyme d'Erin Hunter partagé avec quatre autres écrivaines : Victoria Holmes, Tui Sutherland, Gillian Philip et Inbali Iserles.